# Athenæum (læseselskab)
 For alternative betydninger, se Athenæum. (Se også artikler, som begynder med Athenæum)
Athenæum var et københavnsk læseselskab, der blev oprettet i 1824 og ophørte 1901. Det havde lokale i etatsråd Morescos gård i Østergade, hvor medlemmerne kunne finde de vigtigste dagblade og tidsskrifter samt et efter tidens forhold betydeligt bibliotek. I 1842 havde selskabet 698 medlemmer.
Blandt stifterne af selskabet var Jonas Collin og Jacob Hornemann Bredsdorff (som gav selskabet dets navn).
Forfatteren Carl Behrens som selv var medlem af selskabet, og i en periode i 1890'erne fungerede som dets bibliotekar fortæller i sine erindringer at selskabets glansperiode var i midten af det 19. århundrede, hvor medlemmerne for en stor del bestod af embedsmænd fra det slesvig-holstenske ministerium, bl.a. Uwe Jens Lornsen. Efter 1864 indtraf en vedvarende nedgangsperiode, og den forstærkedes ved selskabets afvisning af at optage kvinder som medlemmer. Selskabet flyttedes efter 1876 til lokaler i daværende Hotel Royal, som lå Fortunstræde 7/Ved Stranden 18 i perioden 1798 til 21.december 1876. Selskabet anbragtes i lokaler på første sal i forhuset, mens selve biblioteket lå på andensalen. I 1901 lukkede foreningen, og bogsamlingen blev købt "for en ringe Sum" af Handels- og Kontoristforeningen, med en klausul om at Athenæums daværende medlemmer blev optaget i den nye forening som ekstraordinære medlemmer. Navnene på disse medlemmer blev anbragt i en ramme i Handels- og Kontoristforeningens læseværelse.
Behrens nævner flere af foreningens faste medlemmer fra 1870'erne og 1880'erne, bl.a. Carl Christopher Georg Andræ, Carl Ploug, Jens Giødwad, Rasmus Besthorn, Carl Bloch, Kristian Arentzen, Rudolph Schmidt, Peter Lauridsen, Emil Jacobsen og Niels Thomasius Neergaard.
Selskabets bøger blev indbundet i solide halvlæderbind med navnet "Athenæum" stemplet i guld på forpermen. Selskabets bogsamling var i den tidlige periode inddelt i to samlinger, bøger til udlåns og bøger kun til brug på selskabets læsesal. I samlingen befandt sig også forskellige sjældenheder, således f.eks. det eneste kendte eksemplar af den forbudte spanske oversættelse af Peter Andreas Heibergs Politiske Aphorismer (spansk titel Aforismos Políticos, Madrid, 1821). Heiberg havde fra sit franske eksil sendt en stor del af sin samling af sjældne bøger til selskabet, bl.a. bøger af tidens berømte lærde med håndskrevne dedikationer til Heiberg af forfatterne, således f.eks. bøgerne Codification Proposal (1822) og A Fragment on Government or a Comment on the Commentaries (1823) af Jeremy Bentham. Heiberg havde i sin alderdom skænket bøgerne til selskabet fordi han ikke ønskede at bøgerne efter hans død skulle komme "i de Franske saa kaldede Bouqvinisters Hænder".

## Ekstern henvisning
- Kjøbenhavn. Illustreret Veiviser og Beskrivelse over Byen og Omegnen Arkiveret 20. februar 2005 hos  Wayback Machine fra 1857, skrevet af Claudius Rosenhoff
- København i Kristian den Ottendes og Frederik den Syvendes tid 1840-1857 Arkiveret 28. august 2005 hos  Wayback Machine fra 1912, skrevet af Villads Christensen